# 軽金属
軽金属（けいきんぞく、英語：light metals）とは、金属のうち、比重が4ないし5以下のものを指す（基準である1は水の比重）。対語は重金属。

## 概説
代表的な軽金属は、アルミニウム（比重2.7）、マグネシウム（比重1.7）、ベリリウム（比重1.9）、チタン（比重4.5）、アルカリ金属、アルカリ土類金属(ラジウムを除く)などが挙げられる。 軽金属でない金属の例としては、鉄は比重が7.85であるため重金属である。
製錬するのが技術的に難しかったため、人類が軽金属を使いこなしたのは17-18世紀ごろ以降である。さらに大量生産が可能になったのは19世紀以降である。例えば、アルミニウムの大規模製造に適した融解塩電解法は、1886年にフランスのポール・ルイス・トゥーサン・エルー (Héroult) とアメリカ合衆国のチャールス・マーティン・ホール (Hall) がそれぞれ独自に開発したものである。チタンは、1946年にウィリアム・ジャスティン・クロール (Kroll) が開発したクロール法によって初めて大量生産が可能になった。
1903年に発明された航空機の発達は、軽金属なしではあり得なかった。近年では鉄道、乗用車なども含めた輸送機器の軽量化のために使用されるようになったが、その量は鉄に比べて圧倒的に少ない。例えば、2003年の銑鉄の生産量は5億トンだが、比較的生産量の多い軽金属であっても、アルミニウムは2500万トン、マグネシウムは50万トンに留まる。